# Vida y Salud Plus
Vida y Salud Plus es un micro diario producido por la cadena de suscripción por cable venezolano Venevisión Plus conducido por Ana Alicia Alba, en el que se muestran tips, información sobre la salud, bienestar, enfermedades, ejercicios y todo lo relacionado con la buena salud. Transmitido tres veces al día por Venevisión Plus.
Es un micro originario del segmento Vida y Salud del Noticiero Venevisión.
Junto a Vida y Salud Plus, Primer Impacto Plus y A tu salud, son los micros presentados por esta cadena.
- Datos: Q6161693